# 제대군인 공무원채용시험 가산제도 사건
제대군인 공무원채용시험 가산제도 사건은 군필자 가산점 제도에 대한 유명한 헌법재판소 판례이다.

## 사실관계
청구인은 7,9급 공무원시험을 준비하는 여대생들과 신체장애가 있는 남성이다. 이들은 시험에 응시하였다가 가산점제도와 관계 없이 불합격할 수 밖에 없는 성적으로 불합격하였다. 청구인들은 제대군인이 6급 이하의 공무원 또는 공 사기업체의 채용시험에 응시한 때에 필기시험의 각 과목별 득점에 각 과목별 만점의 5퍼센트 또는 3퍼센트를 가산하도록 규정하고 있는 제대군인지원에관한법률 제8조 제1항, 제3항 및 동법 시행령 제9조가 자신들의 헌법상 보장된 평등권, 공무담임권, 직업선택의 자유를 침해하고 있다고 주장하면서 이 사건 헌법소원심판을 청구하였다.

## 이유
헌법 제39조제2항은 병역의무를 이행한 사람에게 보상조치를 취하거나 특혜를 부여할 의무를 국가에게 지우는 것이 아니라, 병역의무의 이행을 이유로 불이익한 처우를 하는 것을 금지하고 있을 뿐인데 제대군인 가산점제도는 제대군인에게 일종의 적극적 보상조치를 취하는 제도라고 할 것이므로 이를 헌법 제39조제2항에 근거한 제도라고 할 수 없다. 가산점제도는 실질적으로 성별에 의한 차별이므로 헌법 제32조제4항이 특별히 남녀평등을 요구하고 있는 ‘근로’ 내지 ‘고용’ 영역에서 남성과 여성을 달리 취급하는 제도이므로 엄격한 심사척도가 적용된다.

## 참고 문헌
- 1999.12.23. 98헌마363 [위헌]
- 여태경, 법률신문 2008-02-19 '군필자 취업 가산점'… 위헌논쟁 또 촉발[깨진 링크(과거 내용 찾기)]
- 임지봉, 2007-03-19 미국헌법판례열람, 성차별과 제대군인 우대제도[깨진 링크(과거 내용 찾기)]
- 오정진 2007.04.05 여성주의 외면하는 개헌 (특별기획 : 개헌,반신자유주의 정치논쟁으로(9) - 여성주의와 헌법]